# Élections législatives est-allemandes de 1950
Des élections législatives ont lieu en République démocratique allemande (RDA, Allemagne de l'Est) le 15 octobre 1950. Ce sont les premières depuis la proclamation de la République et l'adoption de sa Constitution en octobre 1949. Il s'agit d'élire les 466 membres de la Chambre du peuple (Volkskammer, la chambre basse du parlement), au suffrage universel direct.

## Partis politiques et système électoral
Constitutionnellement, la RDA en 1950 est une démocratie libérale. En pratique, c'est un État satellite de l'Union soviétique.
Le pays compte une demi-douzaine de partis politiques. Le Parti socialiste unifié (SED) est né en 1946 de la fusion (exigée par les Soviétiques) du Parti communiste et des sociaux-démocrates de l'ancien Parti social-démocrate (SPD). Ce dernier n'existe donc plus dans l'est de l'Allemagne, sauf dans le secteur soviétique de Berlin, qui conserve un statut spécial. (Berlin est sous l'autorité conjointe des quatre puissances d'occupation, et les trois puissances occidentales -Royaume-Uni, États-Unis et France- s'opposent à la disparition forcée du SPD.) Les deux autres principaux partis sont l'Union chrétienne-démocrate (CDU ; conservateurs) et le Parti libéral-démocrate (libéral). En 1950, la CDU demeure un parti conservateur ; ce n'est qu'en 1952 que le parti adopte le socialisme chrétien pour ligne politique, et accepte le statut d'État socialiste pour la RDA.
Les deux autres partis politiques, fondés en 1948, servent essentiellement de satellites au SED : ils sont destinés à capter l'électorat non-ouvrier, voire non-socialiste. Le Parti national-démocrate se présente comme nationaliste, tandis que le Parti paysan démocratique s'adresse aux électeurs du monde rural. 
Pour ces élections, tous les partis acceptent de constituer une liste de candidats unique et conjointe, appelée « Front national de l'Allemagne démocratique », ou Front anti-fasciste. Un nombre de sièges est alloué par avance à chaque parti ou organisation membre du Front. Ainsi, les partis ne sont pas en concurrence, et les citoyens ne sont pas en mesure de choisir entre diverses possibilités. Ils sont invités simplement à voter pour ou contre les candidats qui leur sont proposés. Outre les partis politiques, le « Front national » comprend diverses organisations affiliées au SED mais qui ne sont pas des partis politiques ; le plus important est la Fédération libre des syndicats allemands, communiste,.

## Campagne et déroulement

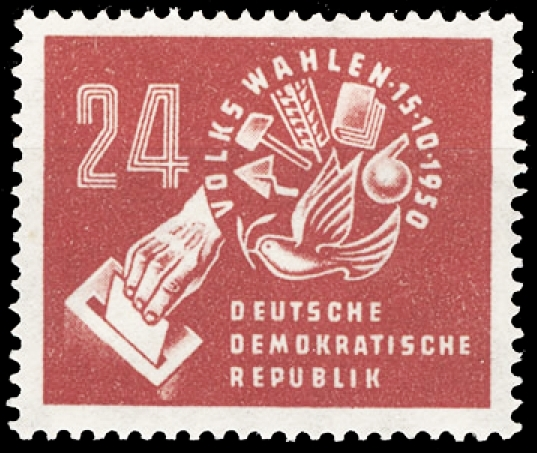
Timbre-poste est-allemand marquant les élections de 1950.

La campagne électorale débute mi-septembre, au moyen de réunions politiques publiques, d'affiches de campagne et à travers les médias. Les meetings politiques attirent peu de citoyens, qui semblent se désintéresser d'un scrutin perçu comme sans enjeux. Des affiches sont toutefois vandalisées ou arrachées, amenant la police à assurer leur protection. Des groupes de sociaux-démocrates distribuent des pamphlets incitant les électeurs à voter contre les candidats proposés ; certains sont arrêtés, et condamnés à des peines allant de trois mois à quatre ans de prison, pour « calomnie à l'encontre des institutions démocratiques ».
Le jour du scrutin, des membres du SED effectuent du porte à porte pour presser les électeurs à aller voter. L'élection se déroule à bulletin secret, pour la dernière fois. À partir de 1954, l'utilisation de l'isoloir deviendra optionnel, incitant les électeurs à déposer ouvertement un bulletin favorable dans l'urne.

## Résultats
Officiellement, le taux de participation est de 98,73 % ; la liste de candidats du Front recueille 99,72 % de bulletins favorables. Pour l'historien Dirk Spilker, les chiffres réels sont moins élevés, bien que supérieurs à 90 %.
| Choix                                                                                    | Voix       | %     |
| ---------------------------------------------------------------------------------------- | ---------- | ----- |
| Bulletins favorables au Front national de l'Allemagne démocratique                       | 12 088 745 | 99,72 |
| Bulletins défavorables au Front national de l'Allemagne démocratique, ou blancs, ou nuls | 51 187     | 0,28  |

Les sièges sont répartis de la manière suivante :
| Parti | Parti                                                                                     | Idéologie (si parti politique)       | Sièges | Changement par rapport à 1949 |
| ----- | ----------------------------------------------------------------------------------------- | ------------------------------------ | ------ | ----------------------------- |
|       | Parti socialiste unifié Sozialistische Einheitspartei, SED                                | marxisme-léninisme                   | 110    | +20                           |
|       | Union chrétienne-démocrate Christlich Demokratische Union, CDU                            | démocratie chrétienne, conservatisme | 67     | +22                           |
|       | Parti libéral-démocrate Liberal-Demokratische Partei, LDP                                 | libéralisme                          | 66     | +21                           |
|       | Fédération libre des syndicats allemands Freier Deutscher Gewerkschaftsbund, FDGB         | -                                    | 49     | +19                           |
|       | Parti national-démocrate Nationaldemokratische Partei, NDPD                               | libéralisme, nationalisme            | 35     | +20                           |
|       | Parti paysan démocratique Demokratische Bauernpartei, DBD                                 | agrarisme                            | 33     | +18                           |
|       | Jeunesse libre allemande Freie Deutsche Jugend, FDJ                                       | -                                    | 25     | +15                           |
|       | Association culturelle de la RDA Kulturbund der DDR, KB                                   | -                                    | 24     | +14                           |
|       | Ligue démocratique des femmes d'Allemagne Demokratischer Frauenbund, DFD                  | -                                    | 20     | +10                           |
|       | Association des persécutés du régime nazi Vereinigung der Verfolgten des Naziregimes, VVN | -                                    | 19     | +9                            |
|       | Association d'entraide des paysans Vereinigung der gegenseitigen Bauernhilfe, VdgB        | -                                    | 12     | n/a                           |
|       | Parti social-démocrate (Berlin-Est) Sozialdemokratische Partei, SPD                       | social-démocratie                    | 6      | +1                            |
|       | sans étiquette                                                                            | -                                    | 0      | -35                           |